# 王捷
王 捷（おう しょう、? - 32年）は、中国の新代から後漢時代初期にかけての武将・政治家。涼州天水郡阿陽県の人。

## 事跡
| 姓名           | 王捷                       |
| 時代           | 新代 - 後漢時代            |
| 生没年         | 生年不詳 - 32年（建武8年） |
| 字・別号       | 〔不詳〕                   |
| 本貫・出身地等 | 涼州天水郡阿陽県           |
| 職官           | 大将軍〔隗囂〕             |
| 爵位・号等     | -                          |
| 陣営・所属等   | 隗囂                       |
| 家族・一族     | 〔不詳〕                   |

新末後漢初における群雄の一人として隴右に割拠した隗囂の配下である。隗囂が挙兵して名声を高めると、王捷もその配下に加わり、大将軍に任命されている。
建武5年（29年）、隗囂は子の隗恂を人質として光武帝の下に送った。しかし王捷は王元とともに、天下の情勢は依然として不透明とみなし、光武帝に心から服属することを望まない考えを有していた。隗囂も王元・王捷の考えに傾き、蜀（成家）の公孫述と結ぶなどして自主自立傾向を強くしていく。建武7年（31年）には、隗囂は公孫述陣営に加わり、朔寧王に封じられた。
しかし建武8年（32年）になると、隗囂軍は政軍両面で次々と漢軍に切り崩され窮地に陥る。そして隗囂は西城（隴西郡）に追い込まれ、呉漢・岑彭率いる漢軍に包囲されてしまった。さらに包囲から1カ月余りして、隗囂軍の重鎮の楊広が死去してしまう。この時、王捷は戎丘を守備していたが、城に登って漢軍に向かい「隗王（隗囂）のために城を守る者は、皆必死にして二心を抱くことはない。漢の諸軍が撤退することを願い、自殺によりこれを明らかにさせてもらう」と呼びかけると自刎して果てた。
その後、王元が公孫述の援軍を率いて駆けつけたため、辛うじて隗囂は冀県（天水郡）へ退却している。

## 関連記事
- 新末後漢初